# Агранович Олексій Михайлович
Олексій Агранович (рос. Алексей Михайлович Агранович; нар. 23 жовтня 1970, Москва, РРФСР, СРСР) — російський актор і режисер театру і кіно, продюсер, художній керівник «Гоголь-центру» (з 16 лютого 2021 до 29 червня 2022).

## Біографія
Закінчивши в 1987 році школу № 45 (школа Леоніда Мільграма), працював на кіностудії «Мосфільм», одночасно (1987—1988) займався в театрі-студії «Присутність» під керівництвом Олега Ферштейн. У 1988—1990 роки служив у лавах Радянської армії.
У 1990 році вступив вільним слухачем до ВДІКу на акторсько-режисерський курс Сергія Соловйова і Валерія Рубінчика, в 1991—1994 роки навчався на акторському курсі Альберта Філозова та Армена Джигарханяна.
У 1994—1995 роки — представник групи «ДДТ» в Москві; рекламний продюсер компанії «Паганель».
З 1995 року грає в театрі[⇨] і кінематографі[⇨], режисирує кінофільми[⇨], театральні вистави[⇨], фестивалі та спеціальні заходи[⇨].
У 1996 році створив продюсерську компанію «Кульова Блискавка» (спільно з анімаційною студією «Куля»), що працює в сегменті спеціальних заходів.
У 2003 році працював одним з ведучих програми «Футбол Росії» (телеканали «Росія» і «Спорт») . У 2006 році — режисер і ведучий-оповідач у скетч-шоу «Вулиця Гоголя» на телеканалі «РЕН ТВ». У 2007 році — керівник відділу розважальних програм Департаменту з управління виробництвом телевізійного холдингу «СТС Медіа».
Голова правління благодійного фонду «Тендітні люди» (заснований у 2014 році для надання допомоги хворим з недосконалим остеогенезом та іншими кістковими патологіями).
Наказом Департаменту культури міста Москви від 9 лютого 2021 року № 68 / ОДК призначений художнім керівником «Гоголь-центру». Вступив на посаду 26 лютого 2021 року.

### Родина
Батько — Михайло Агранович (нар.. 1946), кінооператор, режисер; Заслужений діяч мистецтв РРФСР (1987).
Мати — Емілія Григорівна Кулик (нар.. 1936), актриса, дикторка Всесоюзного радіо.
Його досвід режисури і продюсування налічує понад сто церемоній і шоу, поміж яких церемонії відкриття / закриття ММКФ (2000—2010, 2018 — до теперішнього часу), церемонії відкриття / закриття кінофестивалю «Кінотавр» (2005 — до теперішнього часу), Церемонія вручення премії «Золотий Орел» (2003—2010, 2019 — до теперішнього часу), церемонія вручення премії газети The Art Newspaper (2013 — до теперішнього часу), премія ТЕФІ (2009—2010), «Ханука в Кремлі» (премія «Людина року» за версією ФЕОР, 2007—2009, 2019, 2020), премія Кандинського (2009—2014), премія «Комерсант року» (ВД «Коммерсант», в рамках ПЕФ, 2010—2013), благодійні вистави «Маленький принц» (для фонду «Подаруй життя», 2011), «Ефект Метелика» (для фонду «Белла», 2012), шоу Данила Козловського «Велика мрія звичайної людини» (2014 року) та інших.
Син Іван (нар. 2011)
Дочка Варвара (нар. 2006)

## Творчість
У період навчання у ВДІКу брав участь в організації Міжнародного студентського кінофестивалю. Його першим самостійним проєктом став спільний концерт груп ДДТ і Калинів міст у Театрі Радянської Армії 28 жовтня 1994 року.
Генеральний продюсер сахалінського міжнародного кінофестивалю «Край світу. Схід» (SIFF «On the Edge. East», з 2012 року), калінінградського міжнародного кінофестивалю «Край Світу. Захід» (KIFF «On the Edge. West», з 2019 року) Сахалінського відкритого кінофестивалю майбутнього «Гра Світу» («Lightplay Film Fest», з 2019 року).

### Артдиректор
- «Російські ночі» на Міжнародному економічному форумі в Давосі (2005)[2]
- премії «Білий квадрат» Гільдії операторів РФ (2005)[2]
- Заступник голови Сахалінського ради з розвитку кінематографії

### Театр

#### Театральний режисер
Продюсерський центр «Переходи»
- «Кам'яний гість» Олександра Пушкіна

#### Ролі в театрі
- «Чайка» Антона Чехова (1993—1994, постановка Альберта Філозова) — Трепльов

Театр Антона Чехова
- «Підземка» Н. Баєра (режисер Леонід Трушкин, 1995—1996) — Карматті

Театр Квартет I (з 1998)
- «…у Бореньки чогось немає»
- «Це тільки штампи»
- «Ля Комедія, або Ми будемо розважати вас усіма засобами, які гарні!» (за п'єсою Мольєра «Лікар мимоволі»)
- «Акторські ігри»
- «Клуб комедії»

#### Актор
Гоголь-центр
- «Звичайна історія» (за романом Івана Гончарова, з 2014) — Петро Адуєв
- «Маленькі Трагедії» (О. Пушкін / К. Серебренніков, з 2017) — Барон, Вальсингам.

Московський драматичний театр імені О. С. Пушкіна
- «Мимохідь» (Євген Гришковець, з 2021) — Весневич Леонід Львович.

### Кінематограф

#### Кінорежисер
| Рік  |     | Назва         | Роль     |    |
| ---- | --- | ------------- | -------- | -- |
| 1994 | кф  | Fragile       | режисер  | ру |
| 2006 | ф   | Вулиця Гоголя | режиссёр | ру |
| 2015 | док | Главкнига     | режиссёр | ру |

#### Ролі в кіно
| Рік       |    | Назва                          | Роль                                             |    |
| --------- | -- | ------------------------------ | ------------------------------------------------ | -- |
| 1994      | кф | Fragile                        | головна роль                                     | ру |
| 1994      | ф  | Хагі-Траггер                   | епізод                                           | ру |
| 1999      | ф  | Затворник                      |                                                  | ру |
| 2000—2001 | с  | Чорна кімната: новела «Відьма» | лікар                                            | ру |
| 2002      | ф  | Шлюб з розрахунку              |                                                  | ру |
| 2002      | ф  | Копійка                        |                                                  | ру |
| 2006      | ф  | Рятувальники. Затемнення       | знайомий Шураві                                  | ру |
| 2010      | ф  | Про що говорять чоловіки       | перший замовник                                  | ру |
| 2010—2011 | с  | Природний відбір               | Хабібулла, пакистанський терорист (главная роль) | ру |
| 2014      | ф  | Дідусь моєї мрії               | санитар                                          | ру |
| 2017      | ф  | Міфи                           | режиссёр                                         | ру |
|           | кф | Приємна можливість вибору      | один з ангелів                                   | ру |
| 2017      | ф  | NO-ONE                         | Помічник генерала, співробітник КГБ              | ру |
| 2018      | с  | Частка всесвіту                | Шутов, психолог                                  | ру |
| 2019      | ф  | Гуморист                       | Борис Аркадьєв                                   | ру |
| 2019      | ф  | Вірність                       | Іван                                             | ру |
| 2019      | ф  | Вище неба                      | Гена                                             | ру |
| 2020      | ф  | ІП Пирогова                    | Денис Олексійович                                | ру |
| 2020      | ф  | Лікар Ліза                     | Володимир Олександрович, чиновник                | ру |
| 2020      | с  | Мертві душі                    | суддя                                            | ру |
| 2021      | с  | Happy end                      | батько Лери                                      | ру |
| 2021      | с  | Контакт                        | Тарасов                                          | ру |

## Нагороди
- приз фестивалю «Свята Анна» (разом з М. Поповим) — за х/ф «Fragile» [2]
- приз «За найяскравішу подію» фестивалю «Кінотавр»[2]
- премія газети «Московський комсомолець» у номінації «Полуметри. Найкраща чоловіча роль»[17]
- «Золота Маска» — найкраща чоловіча роль (номінант) за роль Петра Адуєва в спектаклі «Звичайна Історія»
- «Золота Маска» — найкраща чоловіча роль (номінант) за ролі Барона і Голови в спектаклі «Маленькі Трагедії»
- Приз «Найкраща чоловіча роль» національного кінофестивалю «Рух» за роль Бориса Аркадьєва у фільмі «Гуморист» (2018)
- Приз «Найкраща чоловіча роль» словацького міжнародного кінофестивалю «Art Film Fest Kosice» за роль Бориса Аркадьєва у фільмі «Гуморист» (2019)
- Приз гільдії кінознавців і кінокритиків Росії «Білий слон» В номінації «Найкраща чоловіча роль» за роль Бориса Аркадьєва у фільмі «Гуморист»